# Van Hool T9 серії

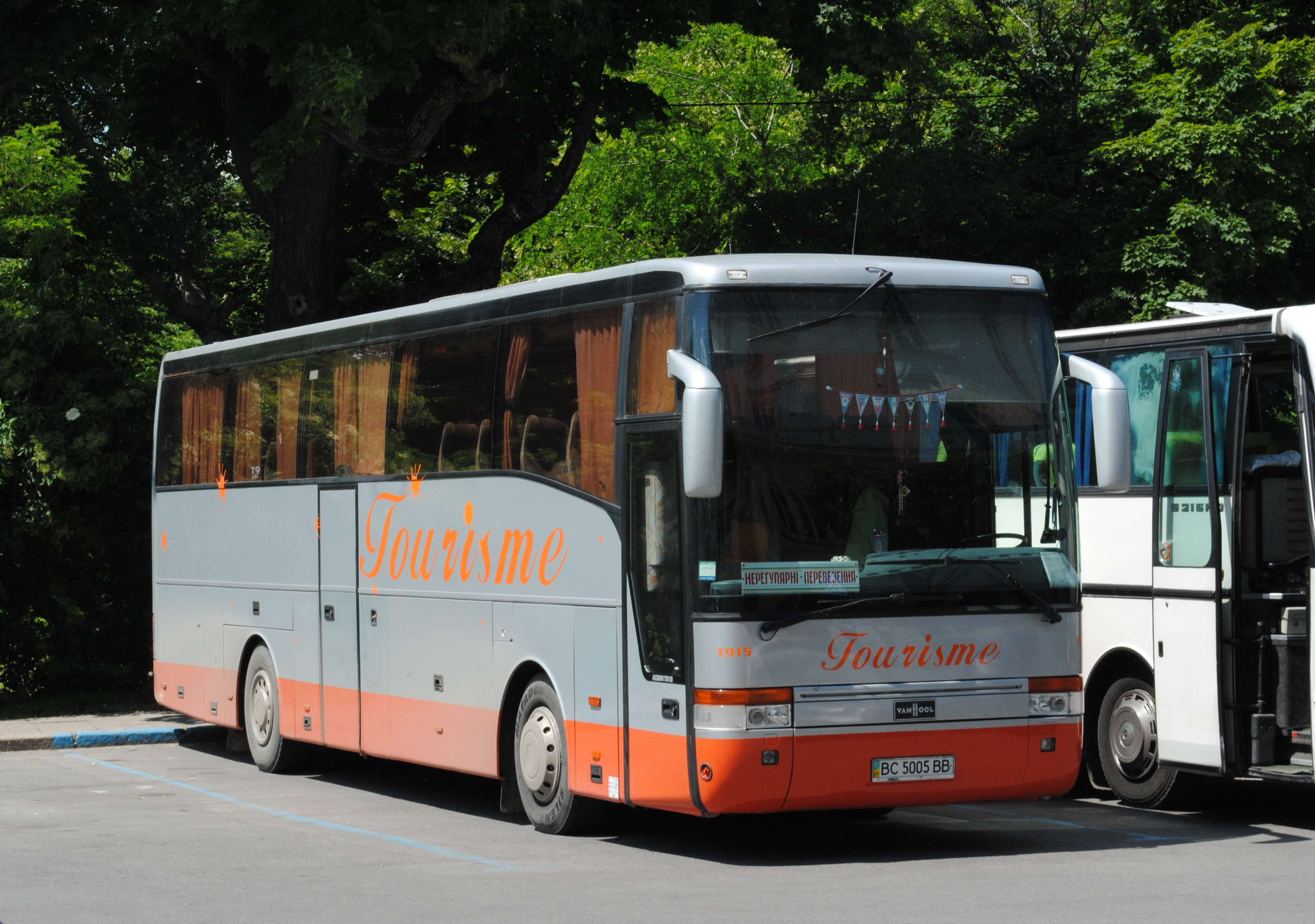
Van Hool T915 Acron (1997-2003)

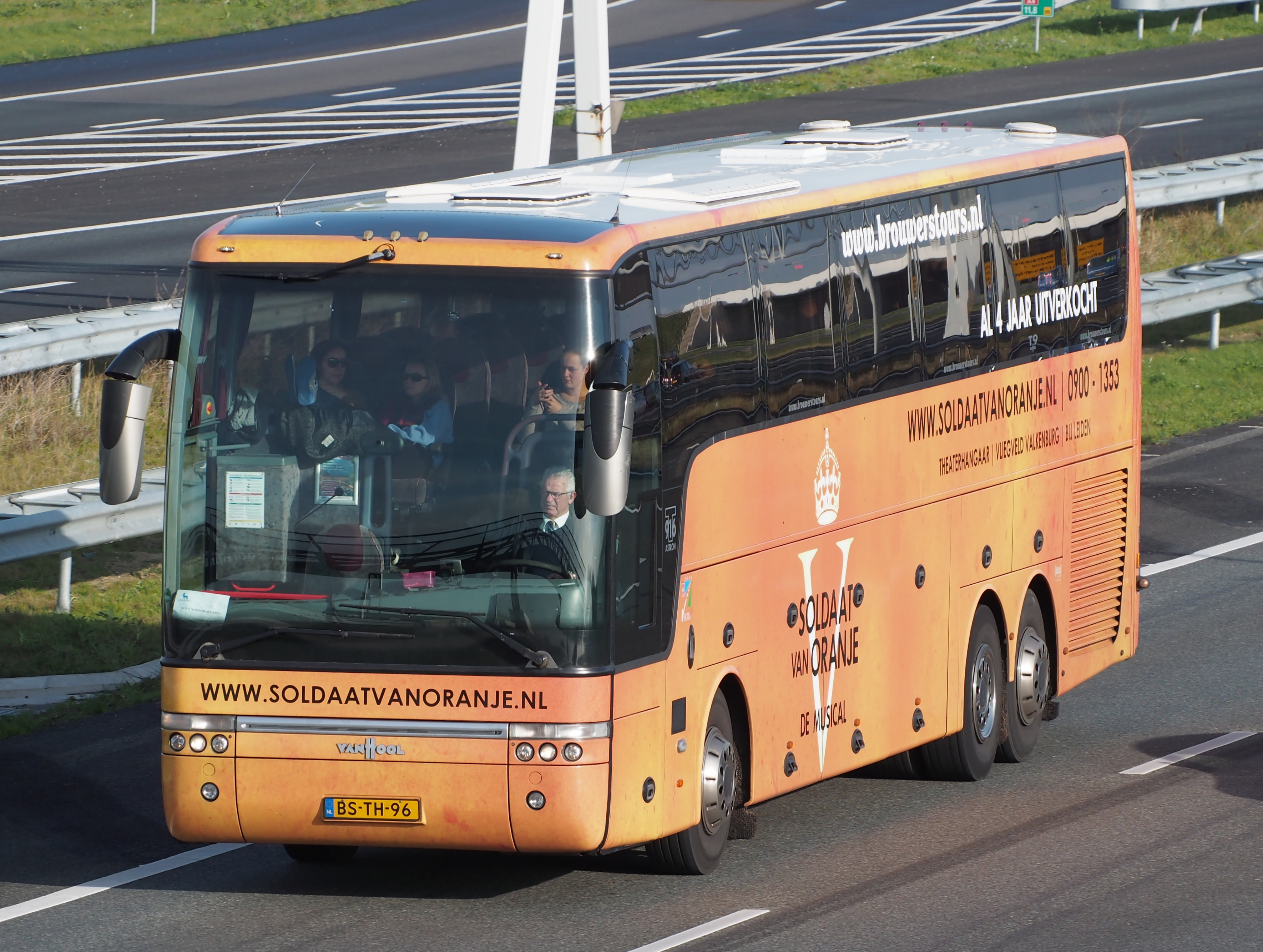
Van Hool T916 Astron (2003-2012)

T9 серія — сімейство туристичних автобусів бельгійської компанії Van Hool, що виготовляється з 1997 по 2012 рік.

## Опис
Базовою моделлю сімейства Т9 вважається 12-метровий туристський Т915 Acron з габаритною шириною 2550 мм і високим розташуванням салону. Він пропонується з дизелем MAN заднього розташування потужністю 310-380 к.с., механічною 6-ступінчастою коробкою передач ZF, пневматичною підвіскою, передніми дисковими гальмами і незалежною підвіскою. Салон на 36-53 місця обладнаний автоматичною кліматичною установкою, шкіряними сидіннями, обробкою з натурального дерева, дисплеями на рідких кристалах, за якими пасажир може стежити за маршрутом руху автобуса.
Новинкою 2000 року став спрощений 310-сильний варіант Т915CL для місцевого сполучення місткістю 53-55 пасажирів з габаритною висотою 3210 мм, висотою розташування статі 860 мм і багажниками ємністю 4,1 м3. Міжміський 55-місний варіант Т915TL має габаритну висоту 3340 мм і висоту підлоги 1150 мм.
Розвитком базової моделі стали туристичні автобуси вищого класу Т917 Acron і Т918 Altano (6x2) довжиною 13,7 м з підвищеним і високим розташуванням салону на 40-55 чоловік. Потужність заднього вертикально розташованого двигуна становить 380-420 к.с.
Гамму замикає 3-вісний 2-поверховий автобус TD927 Astromega (6х2) місткістю до 74 осіб, хоча зазвичай 25-30 пасажирів розташовуються на другому поверсі, а перший рівень відведено під багажник і побутові приміщення.
В 2003 році сімейство модернізували змінивши зовнішній вигляд.

## Модифікації
- Van Hool 915/916 CL
- Van Hool 915/916 TL
- Van Hool T915/T916 Atlon
- Van Hool T911/T915/T916 Alicron
- Van Hool T915/T916/T917 Acron
- Van Hool T916/T917 Astron[1]
- Van Hool T916/T917 Astronef
- Van Hool T917/T918/T919 Altano
- Van Hool TD924/TD925/TD927 Astromega
- Van Hool T9 Alizée (на шасі Scania, Volvo, VDL)